# Benoît Demey
Pour les articles homonymes, voir Demey.
Benoît Demey, né le 7 avril 1992 à Lille, est un rameur d'aviron français.

## Carrière
Il remporte aux Championnats d'Europe d'aviron 2018 à Glasgow avec Benoît Brunet, Sean Vedrinelle et Édouard Jonville la médaille de bronze en quatre sans barreur.